# Musa Çağıran
Musa Çağıran (* 17. November 1992 in Ilgın, Konya, Türkei) ist ein türkischer Fußballspieler.

## Karriere

### Verein
Çağıran spielte ab der Saison 2006/07 für Altay Izmir, dort blieb er bis 2010. In seinem zweiten Profijahr wurde er an Göztepe Izmir verliehen. Zur Saison 2010/11 ist Çağıran zum Traditionsklub Galatasaray Istanbul gewechselt. 
Vor seinem Wechsel zu Galatasaray wurde Musa in der 2. Liga zum besten Talent der Saison 2010/11 gewählt. Die Rückrunde der Saison 2010/11 wird Musa bei Konyaspor spielen.
Zur Saison 2011/12 wechselte er zu Bursaspor.
Im Frühjahr 2014 wechselte Çağıran innerhalb der Süper Lig zu Kardemir Karabükspor. Nachdem dieser Verein im Sommer 2015 den Klassenerhalt verfehlt hatte, verließ Çağıran den Klub. Nach seinem Abschied von Karabükspor wechselte er zum neuen Erstligisten Osmanlıspor FK. Mit seinem Verein holte er den vorsaisonal organisierten TSYD-Ankara-Pokal.
Für die Saison 2018/19 wurde er an Çaykur Rizespor verliehen.

### Nationalmannschaft
Çağıran begann seine Nationalmannschaftskarriere 2008 mit einem Einsatz für die türkische U-17-Nationalmannschaft. Anschließend absolvierte er mehrere Einsätze für die U-18- und die U-21-Auswahl seines Landes.
2015 wurde er im Rahmen des International Challenge Trophys einen Einsatz für die zweite Auswahl der türkischen Nationalmannschaft, der türkischen A-2-Nationalmannschaft.

## Erfolge
Mit Bursaspor
- Tabellenvierter der Süper Lig: 2012/13
- Türkischer Pokalfinalist: 2011/12

Mit Osmanlıspor FK
- TSYD-Ankara-Pokalsieger: 2014/15

## Auszeichnung
- Talent des Jahres in der Bank Asya 1. Lig 2009/10